# لازنی بیلوهراد
لازنی بیلوهراد (به چکی: Lázně Bělohrad) یک منطقهٔ مسکونی در جمهوری چک است که در شهرستان ییچین واقع شده‌است. لازنی بیلوهراد ۳٬۷۴۳ نفر جمعیت دارد.